# Historia rywalizacji Federera i Nadala
Szwajcar Roger Federer i Hiszpan Rafael Nadal to tenisiści, którzy są rywalami na światowych kortach od 2004. Federer od 2 lutego 2004 roku do 2010 roku był nr 1. rankingu ATP przez rekordową liczbę 285 tygodni. Młodszy o 5 lat Rafael Nadal osiągnął pozycję numer 2. na świecie w czerwcu 2005 roku i utrzymywał ją bez przerwy przez rekordowe 160 tygodni. Jednak 18 sierpnia 2008 roku Hiszpan wyprzedził Szwajcara w rankingu i stał się nowym nr 1. Dotychczas grali ze sobą 40 razy, z czego 24 pojedynki wygrał Nadal.
Oprócz ich rekordowo długich pobytów na pierwszych dwóch miejscach rankingu istnieją inne fakty wyróżniające ich rywalizację:
- Od marca 2005 roku do lipca 2008 roku wygrali wspólnie 13 z 14 turniejów wielkoszlemowych i 22 z 33 tytułów ATP Masters Series.
- Federer miał najlepszy 4-letni okres gry w historii tenisa od turnieju Tennis Masters Cup w 2003 roku do tego turnieju w roku 2007. Wygrał w tym czasie 43 tytuły, w tym 11 wielkoszlemowych, 4 Tennis Masters Cup i 13 turniejów ATP Masters Series. Jego ogólny bilans zwycięstw i porażek wynosił 320–24, ale z Rafaelem Nadalem przegrał w tym czasie 8 razy, wygrywając 6 meczów. Hiszpan był jedynym zawodnikiem, który miał pozytywny bilans meczów ze Szwajcarem w tym okresie, licząc tych, którzy rozegrali z Federerem przynajmniej 2 mecze.
- Na kortach French Open Nadal pokonywał Federera pięciokrotnie, w tym czterokrotnie (2006–2008, 2011) w finale.
- Do obu tenisistów należą rekordowo długie passy zwycięstw na poszczególnych nawierzchniach (Nadal posiada rekord na kortach ziemnych, a Federer na kortach twardych i trawiastych). Co więcej, każda z tych rekordowych serii jednego gracza była kończona przez drugiego.
- W latach 2006–2008 spotykali się ze sobą w finałach French Open i Wimbledonu. Nadal wygrał wszystkie 3 finały French Open oraz finał Wimbledonu (2008), a Federer 2 finały Wimbledonu (2006 i 2007).
- Finał Wimbledonu z ich udziałem z roku 2008 został przez wielu tenisowych ekspertów i byłych tenisistów okrzyknięty jako mecz wszech czasów[3][4][5].
- Obaj są pierwszymi tenisistami w erze open, którzy dziewięciokrotnie grali ze sobą w finałach turniejów wielkoszlemowych (6 zwycięstw Nadala).
- W latach 2006–2008 ich jedyne porażki w finałach turniejów Wielkiego Szlema miały miejsce w konfrontacji z nimi samymi (Federer przegrał finał Australian Open 2009, Wimbledonu 2008 i French Open 2006, 2007 i 2008 z Nadalem, a Nadal przegrał finały Wimbledonu 2006 i 2007 z Federerem). Passę tę przerwał w roku 2009 Juan Martín del Potro, który pokonał Federera w finale US Open.
- W roku 2005 obaj wygrali po 4 tytuły ATP Masters Series, jako pierwsi tenisiści od początku tego cyklu turniejów. Przypadło im więc 8 z 9 tego typu turniejów w tamtym roku – dziewiąty, w Paryżu, bez udziału Federera i Nadala, wygrał Tomáš Berdych.

## Historia rywalizacji

### Sezon 2004
Do pierwszego z meczów między Federerem a Nadalem doszło podczas Miami Masters, kiedy niespełna 18-letni Nadal wygrał 6:3, 6:3.

### Sezon 2005
Do kwietnia 2005 roku, Nadal wygrywał turnieje ATP International Series na nawierzchniach ziemnych oraz był członkiem hiszpańskiej drużyny narodowej, która po pokonaniu w finale drużyny USA wygrała Puchar Davisa. Federer i Nadal spotkali się ponownie w Miami w 2005 roku, tym razem w finale. Pojedynek zakończył się zwycięstwem Federera 2:6, 6:7(4), 7:6(5), 6:3, 6:1. Kolejny mecz odbył się w półfinale French Open, który zakończył się wygraną debiutującego w Paryżu Nadala.
W 2005 roku bilans Nadala na ziemi wyniósł 50–2, natomiast Federera na wszystkich innych nawierzchniach 81–4. Obaj gracze wygrali w tym sezonie 3 z 4 tytułów wielkoszlemowych (czwarty, Australian Open, wygrał Marat Safin) i 8 z 9 tytułów ATP Masters Series, ostatni turniej tej rangi w sezonie, w Paryżu, bez udziału obu z nich, wygrał Tomáš Berdych.

### Sezon 2006

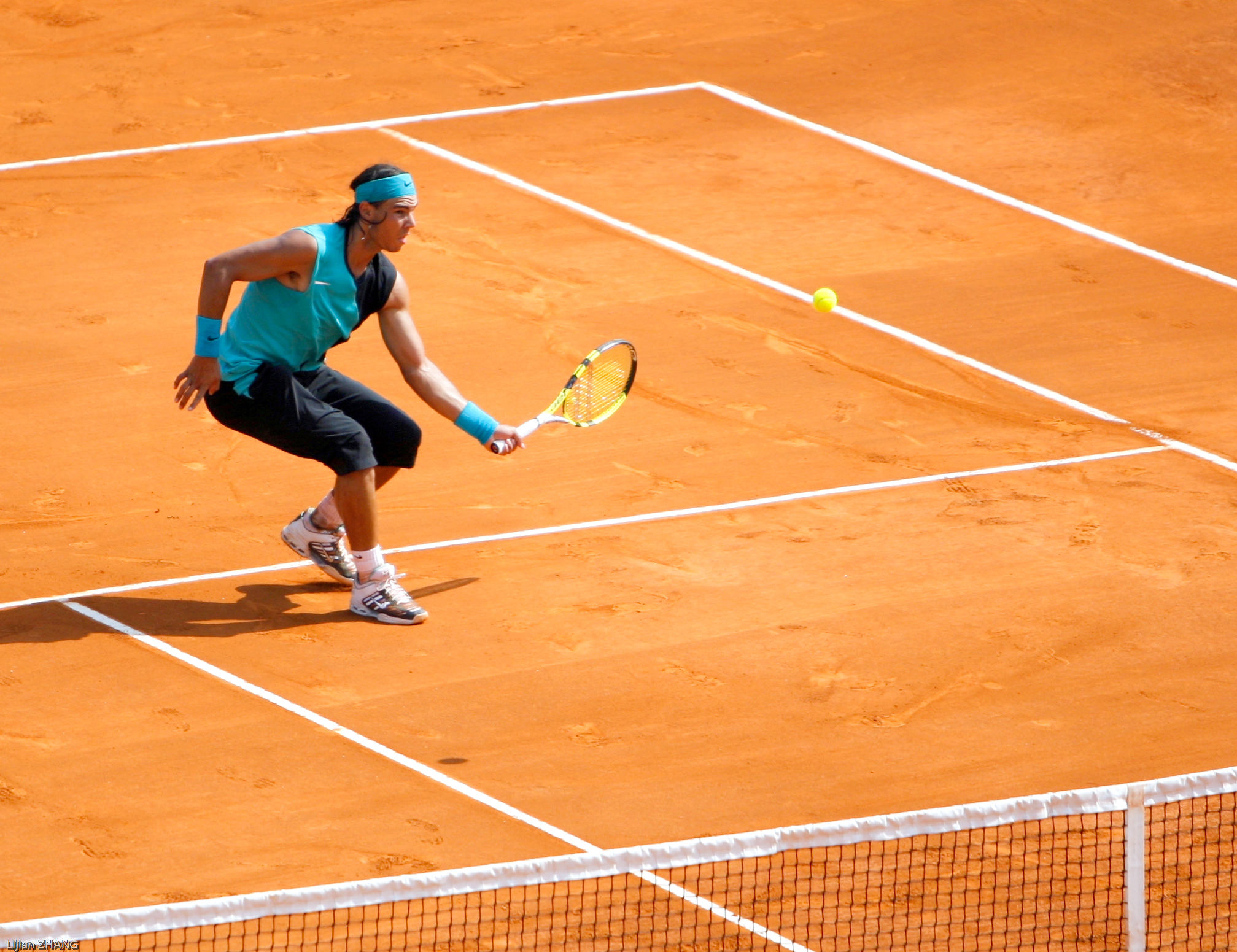
Nadal podczas Monte Carlo Masters

W sezonie 2006 Federer wygrał 95% rozegranych meczów (podobnie jak rok wcześniej). Wygrał trzy turnieje Wielkiego Szlema – Australian Open, Wimbledon i US Open, a także cztery tytuły ATP Masters Series. Nadal podczas tego roku nie przegrał żadnego meczu w turnieju rozgrywanym na nawierzchni ziemnej. W bezpośredniej rywalizacji, Nadal pokonał Federera w finałach: w Dubaju, Monte Carlo, Rzymie i French Open, natomiast Federer wygrał podczas finału Wimbledonu, i w półfinału Tennis Masters Cup.

### Sezon 2007
W 2007 miało miejsce 5 pojedynków między Szwajcarem i Hiszpanem, i po raz pierwszy to Szwajcar zanotował korzystny bilans meczów (3–2) z Hiszpanem. Federer, chociaż częściej przegrywający niż poprzednich latach, kontynuował dominację w męskim tenisie, wygrywając trzy tytuły wielkoszlemowe; natomiast Nadal po raz trzeci z rzędu został zwycięzcą na French Open, pokonując ponownie Federera w finale imprezy rozgrywanej na kortach Rolanda Garrosa. Jednak w Hamburgu Federer zakończył jego serię 81 kolejnych zwycięstw na mączce i odniósł w ten sposób swoje pierwsze zwycięstwo nad Nadalem na nawierzchni ziemnej. Wygrywając finał Wimbledonu 7:6(7), 4:6, 7:6(3), 2:6, 6:2 z tenisistą hiszpańskim Federer wyrównał rekord Björna Borga 5 kolejnych wygranych na trawnikach Wimbledonu. Mecz został uznany przez wielu jako jeden z najlepszych wimbledońskich finałów w historii. W kończącym sezon turnieju Tennis Masters Cup Federer pokonał 6:4, 6:1 w półfinale Nadala.

### Sezon 2008
W roku 2008 zakończyła się seria 11 kolejnych turniejów wielkoszlemowych wygranych przez Szwajcara lub Hiszpana. Nowym zwycięzcą okazał się Novak Đoković, który został mistrzem Australian Open. W pierwszych miesiącach rokuRoger Federer notował słabsze wyniki w turniejach przez mononukleozę.
Podczas okresu turniejów na kortach ziemnych Federer i Nadal spotkali się trzy razy. Nadal wygrał kolejno finały w Monte Carlo, Hamburgu i French Open (wygrał tam po raz czwarty z rzędu).
Dnia 6 lipca 2008 obaj zawodnicy spotkali się po raz trzeci z rzędu w finale Wimbledonu. Pięciosetowy pojedynek wygrał Nadal, wynikiem 6:4, 6:4, 6:7(7), 6:7(8), 9:7 i zakończył serię zwycięstw Federera na kortach wimbledońskich. Sama gra trwała niemal 5 godzin i była dwukrotnie przerywana przez opady deszczu. Mecz, który rozpoczął się po południu, zakończył się przy zapadających ciemnościach.

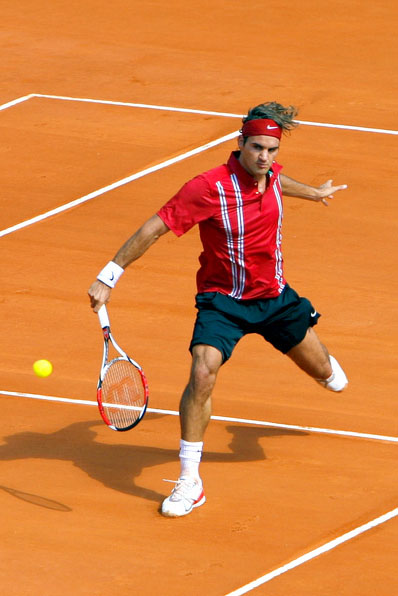
Federer podczas Monte Carlo Masters

Po wygranej turnieju na kortach twardych w Toronto i półfinale w Cincinnati Nadal zdobył złoty medal igrzysk olimpijskich w Pekinie, zaś Federer w parze ze Stanislasem Wawrinką wygrał złoty medal w deblu.
Na US Open Rafael Nadal, uważany, za głównego faworyta imprezy, w półfinale nie sprostał Andy’emu Murrayowi. Szwajcar na kortach w Nowym Jorku pokonał w finale Murraya, wygrywając 13 turniej wielkoszlemowy.
W sezonie startów w hali obaj tenisiści odpadli w półfinale turnieju w Madrycie i z powodu kontuzji nie ukończyli turnieju w Paryżu. Nadal przez kontuzję wycofał się z kończącego sezon z Tennis Masters Cup w Szanghaju, a Federer odpadł w rozgrywkach grupowych, zmagając się z urazem pleców.
Rok 2008 był pierwszym, który Hiszpan ukończył na pozycji lidera, z kolei Szwajcar zajmował miejsce nr 2.

### Sezon 2009
Do pierwszego spotkania lidera i wicelidera rankingu, doszło podczas finału Australian Open. Był to ich pierwszy mecz finałowy w turnieju wielkoszlemowym na kortach twardych (i ich 7 razem rozgrywany finał wielkoszlemowy). Trwający 4 godz. 30 min. mecz wygrał Rafael Nadal wynikiem 7:5, 3:6, 7:6(3), 3:6, 6:2.
Kolejny mecz między nimi został rozegrany podczas zawodów w Madrycie. Spotkali się w finale, który zakończył się zwycięstwem Federera 6:4, 6:4. Po nieobecności na Wimbledonie, Nadal spadł na 2. miejsce w klasyfikacji ATP (wyprzedzony przez Federera), a dwa tygodnie później na 3. pozycję – wiceliderem został Andy Murray.

### Sezon 2010
Nadal z Federerem pierwszy raz w roku 2010 zagrali ze sobą się w finale w Madrycie, w którym lepszy okazał się Hiszpan, wygrywając 6:4, 7:6(5). Po raz drugi spotkali się w finale kończącego sezon turnieju ATP World Tour Finals i Federer triumfował 6:3, 3:6, 6:1.

### Sezon 2011
W roku 2011 do pierwszego spotkania Federera z Nadalem doszło w półfinale turnieju w Miami. Hiszpan wygrał 6:3, 6:2. Drugi mecz rozegrali w Madrycie, gdzie ponownie lepszy okazał się Nadal zwyciężając 5:7, 6:1, 6:3. Trzeci mecz rozegrali w finale French Open. Ponownie lepszy okazał się Nadal, który wygrał 7:5, 7:6(3), 5:7, 6:1. Kolejne, czwarte już spotkanie miało miejsce podczas meczu fazy grupowej turnieju ATP World Tour Finals w Londynie. Tym razem lepszy okazał się Federer, wygrywając 6:3, 6:0.

### Sezon 2012
W styczniu tenisiści zmierzyli się w półfinale Australian Open. Była to ich pierwsza od 2005 roku konfrontacja w turnieju Wielkiego Szlema, do której doszło przed finałem. Hiszpan wyszedł z pojedynku zwycięsko, pokonując rywala 6:7(5), 6:2, 7:6(5), 6:4. Kolejny mecz rozegrali w półfinale turnieju w Indian Wells, gdzie Federer wygrał 6:4, 6:3.

### Sezon 2013
Po raz pierwszy w sezonie spotkali się podczas turnieju w Indian Wells. Grali razem w ćwierćfinale, a lepszy okazał się Hiszpan, późniejszy triumfator zawodów. Nadal pokonał Federera wynikiem 6:4, 6:2. Ich następne spotkanie nastąpiło w finale rozgrywek w Rzymie, gdzie Hiszpan pokonał Szwajcara 6:1, 6:3. W kolejnym spotkaniu w Cincinnati Nadal wygrał 5:7, 6:4, 6:3. W kończącym sezon turnieju ATP World Tour Finals w Londynie Hiszpan pokonał w meczu półfinałowym Szwajcara 7:5, 6:3.

### Sezon 2014
W styczniu tenisiści zmierzyli się w półfinale Australian Open. Nadal wygrał po pojedynku zakończonym wynikiem 7:6(4), 6:3, 6:3.

### Sezon 2015
W sezonie 2015 tenisiści zagrali ze sobą raz, podczas halowej imprezy rozgrywanej jesienią w Bazylei w rundzie finałowej. Zwycięzcą meczu został Federer po finale zakończonym wynikiem 6:3, 5:7, 6:3.

### Sezon 2017
W 2016 roku Federer i Nadal ze sobą nie rywalizowali. Szwajcar od Wimbledonu nie grał do końca sezonu, natomiast Nadal zmagał się przez cały rok z kontuzjami.
Po raz 35 Szwajcar i Hiszpan zmierzyli się pod koniec stycznia 2017, rozgrywając drugi finał wielkoszlemowy na podłożu twardym, podczas Australian Open. Nadal przystępował do turnieju jako nr 9. w rozstawieniu, a Federer jako zawodnik nr 17. Pięciosetowy mecz zakończył triumfem Federer 6:4, 3:6, 6:1, 3:6, 6:3.
Kolejne trzy zwycięstwa Federer zanotował w turniejach rangi ATP World Tour Masters 1000 rozgrywanych w Indian Wells (spotkanie czwartej rundy), Miami i Szanghaju (w obu przypadkach finał). Wszystkie pojedynki Szwajcar wygrał bez straty seta.

### Sezon 2019
W roku 2018 tenisiści nie zagrali ze sobą oficjalnego meczu, natomiast w sezonie 2019 zmierzyli się dwukrotnie, w wielkoszlemowych półfinałach. Najpierw Nadal wygrał w French Open, a potem Federer na Wimbledonie. Mieli zagrać między sobą półfinał w Indian Wells, ale Nadal oddał mecz walkowerem przez uraz kolana.

## Analiza rywalizacji
- Korty twarde: Federer 11–9

- Korty ziemne: Nadal 14–2

- Korty trawiaste: Federer 3–1

- Mecze finałowe turniejów wielkoszlemowych: Nadal 6–3

- Wszystkie mecze na turniejach wielkoszlemowych: Nadal 10–4

- Mecze na turniejach ATP World Tour Masters 1000: Nadal 12–7

- Mecze w turniejach ATP Finals: Federer 4–1

- Wszystkie mecze finałowe: Nadal 14–10

- Wszystkie mecze: Nadal 24–16

## Bilans bezpośrednich pojedynków

### Federer 16–24 Nadal
Wyniki meczów w turniejach wielkoszlemowych, ATP i Pucharu Davisa.
| Nr  | Data | Turniej                                | Naw.      | Runda       | Zwycięzca | Wynik                            |
| --- | ---- | -------------------------------------- | --------- | ----------- | --------- | -------------------------------- |
| 1.  | 2004 | Miami                                  | twarda    | 3. runda    | Nadal     | 6:3, 6:3                         |
| 2.  | 2005 | Miami                                  | twarda    | Finał       | Federer   | 2:6, 6:7(4), 7:6(5), 6:3, 6:1    |
| 3.  | 2005 | French Open (Paryż)                    | ziemna    | Półfinał    | Nadal     | 6:3, 4:6, 6:4, 6:3               |
| 4.  | 2006 | Dubaj                                  | twarda    | Finał       | Nadal     | 2:6, 6:4, 6:4                    |
| 5.  | 2006 | Monte Carlo                            | ziemna    | Finał       | Nadal     | 6:2, 6:7(2), 6:3, 7:6(5)         |
| 6.  | 2006 | Rzym                                   | ziemna    | Finał       | Nadal     | 6:7(0), 7:6(5), 6:4, 2:6, 7:6(5) |
| 7.  | 2006 | French Open (Paryż)                    | ziemna    | Finał       | Nadal     | 1:6, 6:1, 6:4, 7:6(4)            |
| 8.  | 2006 | Wimbledon (Londyn)                     | trawiasta | Finał       | Federer   | 6:0, 7:6(5), 6:7(2), 6:3         |
| 9.  | 2006 | Tennis Masters Cup (Szanghaj)          | twarda    | Półfinał    | Federer   | 6:4, 7:5                         |
| 10. | 2007 | Monte Carlo                            | ziemna    | Finał       | Nadal     | 6:4, 6:4                         |
| 11. | 2007 | Hamburg                                | ziemna    | Finał       | Federer   | 2:6, 6:2, 6:0                    |
| 12. | 2007 | French Open (Paryż)                    | ziemna    | Finał       | Nadal     | 6:3, 4:6, 6:3, 6:4               |
| 13. | 2007 | Wimbledon (Londyn)                     | trawiasta | Finał       | Federer   | 7:6(7), 4:6, 7:6(3), 2:6, 6:2    |
| 14. | 2007 | Tennis Masters Cup (Szanghaj)          | twarda    | Półfinał    | Federer   | 6:4, 6:1                         |
| 15. | 2008 | Monte Carlo                            | ziemna    | Finał       | Nadal     | 7:5, 7:5                         |
| 16. | 2008 | Hamburg                                | ziemna    | Finał       | Nadal     | 7:5, 6:7(3), 6:3                 |
| 17. | 2008 | French Open (Paryż)                    | ziemna    | Finał       | Nadal     | 6:1, 6:3, 6:0                    |
| 18. | 2008 | Wimbledon (Londyn)                     | trawiasta | Finał       | Nadal     | 6:4, 6:4, 6:7(5), 6:7(8), 9:7    |
| 19. | 2009 | Australian Open (Melbourne)            | twarda    | Finał       | Nadal     | 7:5, 3:6, 7:6(3), 3:6, 6:2       |
| 20. | 2009 | Madryt                                 | ziemna    | Finał       | Federer   | 6:4, 6:4                         |
| 21. | 2010 | Madryt                                 | ziemna    | Finał       | Nadal     | 6:4, 7:6(5)                      |
| 22. | 2010 | ATP World Tour Finals (Londyn)         | twarda    | Finał       | Federer   | 6:3, 3:6, 6:1                    |
| 23. | 2011 | Miami                                  | twarda    | Półfinał    | Nadal     | 6:3, 6:2                         |
| 24. | 2011 | Madryt                                 | ziemna    | Półfinał    | Nadal     | 5:7, 6:1, 6:3                    |
| 25. | 2011 | French Open (Paryż)                    | ziemna    | Finał       | Nadal     | 7:5, 7:6(3), 5:7, 6:1            |
| 26. | 2011 | ATP World Tour Finals (Londyn), Anglia | twarda    | RR          | Federer   | 6:3, 6:0                         |
| 27. | 2012 | Australian Open (Melbourne)            | twarda    | Półfinał    | Nadal     | 6:7(5), 6:2, 7:6(5), 6:4         |
| 28. | 2012 | Indian Wells                           | twarda    | Półfinał    | Federer   | 6:4, 6:3                         |
| 29. | 2013 | Indian Wells                           | twarda    | Ćwierćfinał | Nadal     | 6:4, 6:2                         |
| 30. | 2013 | Rzym                                   | ziemna    | Finał       | Nadal     | 6:1, 6:3                         |
| 31. | 2013 | Cincinnati                             | twarda    | Ćwierćfinał | Nadal     | 5:7, 6:4, 6:3                    |
| 32. | 2013 | ATP World Tour Finals (Londyn)         | twarda    | Półfinał    | Nadal     | 7:5, 6:3                         |
| 33. | 2014 | Australian Open (Melbourne)            | twarda    | Półfinał    | Nadal     | 7:6(4), 6:3, 6:3                 |
| 34. | 2015 | Bazylea                                | twarda    | Finał       | Federer   | 6:3, 5:7, 6:3                    |
| 35. | 2017 | Australian Open (Melbourne)            | twarda    | Finał       | Federer   | 6:4, 3:6, 6:1, 3:6, 6:3          |
| 36. | 2017 | Indian Wells                           | twarda    | 4. runda    | Federer   | 6:2, 6:3                         |
| 37. | 2017 | Miami                                  | twarda    | Finał       | Federer   | 6:3, 6:4                         |
| 38. | 2017 | Szanghaj                               | twarda    | Finał       | Federer   | 6:4, 6:3                         |
| 39. | 2019 | French Open (Paryż)                    | ziemna    | Półfinał    | Nadal     | 6:3, 6:4, 6:2                    |
| 40. | 2019 | Wimbledon (Londyn)                     | trawiasta | Półfinał    | Federer   | 7:6(3), 1:6, 6:3, 6:4            |

### Legenda
zielony: Wielki Szlem
     biały: ATP World Tour Masters 1000, ATP World Tour 500
     niebieski: ATP World Tour Masters Finals

### Rozgrywki deblowe
Federer i Nadal trzykrotnie rywalizowali ze sobą w zawodach gry podwójnej, w Indian Wells (2004 i 2011) oraz Rzymie (2007). W rywalizacji prowadzi 2:1 Nadal, który zwyciężył w Indian Wells (2004) i Rzymie (2007), partnerując najpierw Tommyemu Robredowi, a potem Carlosowi Moyi. Ostatni mecz deblowy zakończył się wygraną Federera, a grał w parze ze Stanem Wawrinką. 

### Mecze pokazowe
Kilka dni po ich pierwszym meczu w turnieju Tennis Masters Cup, 21 listopada 2006, Federer i Nadal zagrali pokazowy mecz w Seulu i Federer wygrał 6:3, 3:6, 6:3.
2 maja 2007 Federer i Nadal rozegrali specjalny mecz określany mianem „bitwą nawierzchni” na korcie o mieszanej nawierzchni, pół trawiastej i pół ziemnej. Nadal wygrał 7:5, 4:6, 7:6(10). Mecz został rozegrany na Majorce w rodzinnych stronach Hiszpana.
21 grudnia 2010 Federer i Nadal rozegrali pokazowe spotkanie w Zurychu. Szwajcar zwyciężył 4:6, 6:3, 6:3. Następnego dnia odbyło się drugie spotkanie pokazowe, w Madrycie. Tym razem lepszy okazał się Hiszpan, który wygrał w stosunku 7:6(3), 4:6, 6:1. Dochód z imprez został przekazany na cele charytatywne.
Kolejny raz spotkali się 1 stycznia 2011 w finale pokazowego turnieju rozgrywanego w Abu Zabi. Lepszy okazał się Hiszpan, który zwyciężył w stosunku 7:6(4), 7:6(3). Tenisiści zmierzyli się także w meczu o trzecie miejsce podczas kolejnej edycji tej imprezy. Ponownie lepszy okazał się Nadal, wygrywając 6:1, 7:5.